# Llopada Ungestüm
La Llopada Ungestüm (Vehemència) va ser el nom donat a un atac d'submarins alemanys que tingué lloc durant la batalla de l'Atlàntic de la Segona Guerra Mundial, entre l'11 i el 30 de desembre de 1942.
El grup va ser responsable de l'enfonsament de 9 mercants, amb un desplaçament de 33.130 GRT, i que un més (5.701 GRT) en resultés danyat.

### Historial d'atacs
| Data                   | U-boat | Nom del vaixell    | GRT   | Nationalitat | Convoi  | Destí                           |
| ---------------------- | ------ | ------------------ | ----- | ------------ | ------- | ------------------------------- |
| 21 de desembre de 1942 | U-591  | Montreal City      | 3,066 | Regne Unit   | ON 152  | Enfonsat                        |
| 28 de desembre de 1942 | U-591  | Norse King         | 5,701 | Noruega      | ONS 154 | Danyat                          |
| 29 de desembre de 1942 | U-435  | Empire Shackleton  | 7,068 | Regne Unit   | ONS 154 | Enfonsat                        |
| 29 de desembre de 1942 | U-628  | Lynton Grange      | 5,029 | Regne Unit   | ONS 154 | Enfonsat                        |
| 29 de desembre de 1942 | U-435  | Norse King         | 5,701 | Noruega      | ONS 154 | Enfonsat                        |
| 29 de desembre de 1942 | U-336  | President Francqui | 4,919 | Bèlgica      | ONS 154 | Enfonsat                        |
| 29 de desembre de 1942 | U-591  | Zarian             | 4,871 | Regne Unit   | ONS 154 | Enfonsat                        |
| 30 de desembre de 1942 | U-435  | HMS Fidelity       | 2,456 | Royal Navy   | ONS 154 | Enfonsat                        |
| 30 de desembre de 1942 | U-435  | HMS LCV-752        | 10    | Royal Navy   | ONS 154 | Enfonsat mentre era transportat |
| 30 de desembre de 1942 | U-435  | HMS LCV-754        | 10    | Royal Navy   | ONS 154 | Enfonsat mentre era transportat |
| 38,831                 |        |                    |       |              |         |                                 |

### Submarins participants
| U-boat | Comandant                                           | Des del                | Al                     |
| ------ | --------------------------------------------------- | ---------------------- | ---------------------- |
| U-336  | Hans Hunger                                         | 11 de desembre de 1942 | 30 de desembre de 1942 |
| U-373  | Paul-Karl Loeser                                    | 15 de desembre de 1942 | 26 de desembre de 1942 |
| U-435  | Siegfried Strelow                                   | 11 de desembre de 1942 | 30 de desembre de 1942 |
| U-445  | Heinz-Konrad Fenn                                   | 15 de desembre de 1942 | 25 de desembre de 1942 |
| U-455  | Hans-Martin Scheibe                                 | 11 de desembre de 1942 | 30 de desembre de 1942 |
| U-524  | Walter von Steinaecker                              | 11 de desembre de 1942 | 23 de desembre de 1942 |
| U-569  | Hans-Peter Hinsch                                   | 11 de desembre de 1942 | 22 de desembre de 1942 |
| U-591  | Hans-Jürgen Zetzsche                                | 11 de desembre de 1942 | 30 de desembre de 1942 |
| U-604  | Horst Höltring                                      | 11 de desembre de 1942 | 22 de desembre de 1942 |
| U-610  | Walter Freiherr von Freyberg-Eisenberg-Allmendingen | 11 de desembre de 1942 | 13 de desembre de 1942 |
| U-615  | Ralph Kapitzky                                      | 11 de desembre de 1942 | 30 de desembre de 1942 |
| U-623  | Hermann Schröder                                    | 11 de desembre de 1942 | 13 de desembre de 1942 |
| U-628  | Heinrich Hasenschar                                 | 11 de desembre de 1942 | 30 de desembre de 1942 |